# Aristolochia hainanensis
Aristolochia hainanensis Merr. – gatunek rośliny z rodziny kokornakowatych (Aristolochiaceae Juss.). Występuje endemicznie w południowo-wschodnich Chinach, w prowincji Hajnan oraz regionie autonomicznym Kuangsi.

## Morfologia
PokrójKrzew o pnących, brązowych i owłosionych pędach.
LiścieMają owalny lub owalnie lancetowaty kształt. Mają 12–20 cm długości oraz 10–17 cm szerokości. Są skórzaste. Nasada liścia ma Zaokrąglony kształt. Z ostrym lub krótko spiczastym wierzchołkiem. Są owłosione od spodu i mają brązową lub żółtą barwę. Ogonek liściowy jest owłosiony i ma długość 4–8 cm.
KwiatyZygomorficzne. Zebrane są po 3–6 w gronach. Mają żółtawą barwę. Dorastają do 20–30 mm długości i 10–25 cm średnicy. Mają kształt wygiętej tubki.
OwoceTorebki o cylindrycznym kształcie. Mają 7–10 cm długości i 2,5–3 cm szerokości. Pękają u podstawy.

## Biologia i ekologia
Rośnie w lasach. Występuje na wysokości od 800 do 1200 m n.p.m. Kwitnie od października do lutego, natomiast owoce pojawiają się od czerwca do lipca.

## Ochrona
W Czerwonej księdze gatunków zagrożonych został zaliczony do kategorii VU – gatunków narażonych na wyginięcie.